# Simon Goubert

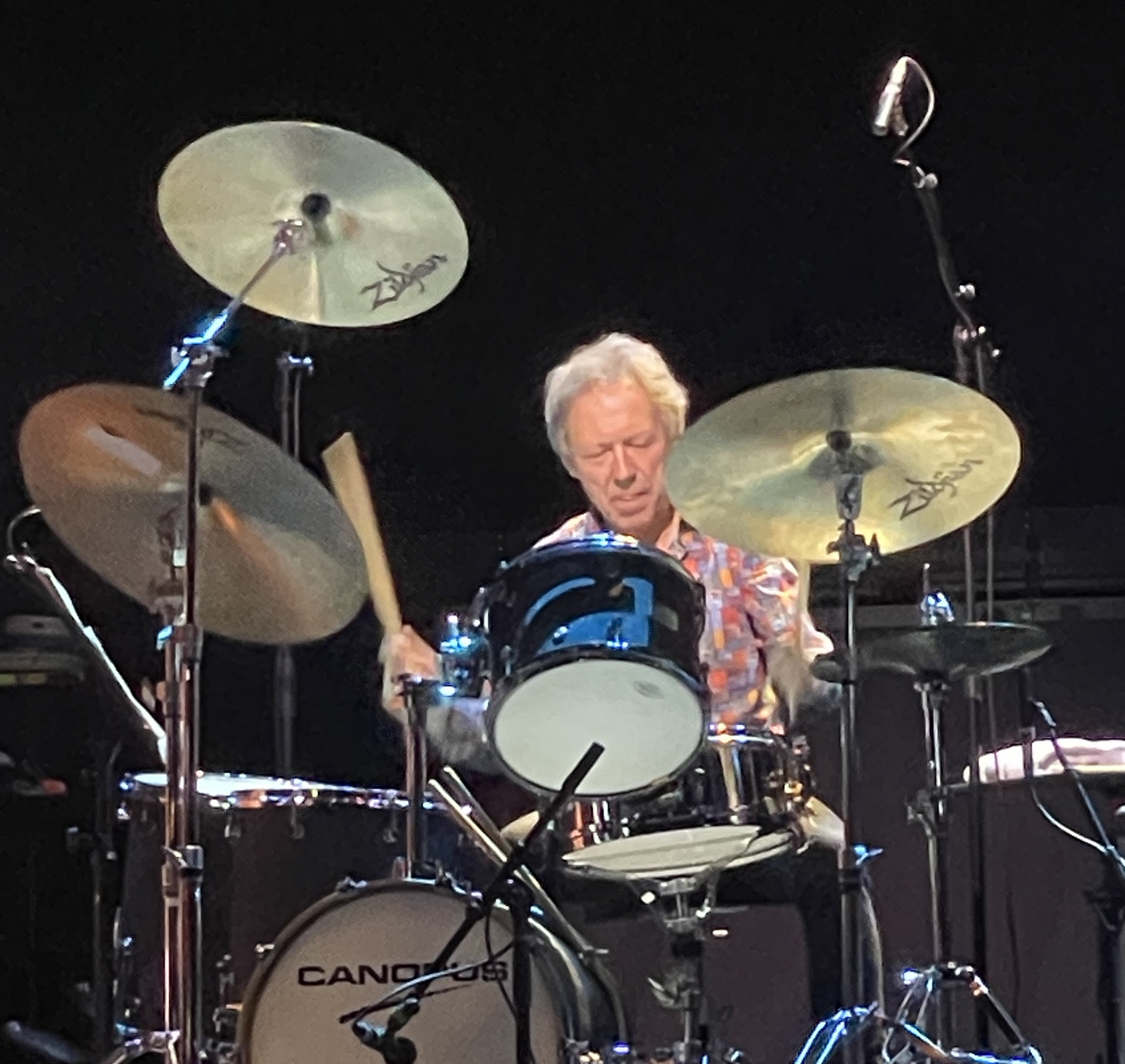
Simon Goubert (2025)

Simon Goubert (*  22. Oktober 1960 in Rennes) ist ein französischer Jazz-Schlagzeuger, Pianist, Arrangeur und Komponist.

## Leben und Wirken
Goubert lernte zunächst Klavier, wechselte aber zum Schlagzeug, nachdem er Kenny Clarke 1970 in seiner Heimatstadt hörte. Er studierte Percussion am Konservatorium von Rennes und ab 1976 an dem von Versailles bei Silvio Gualda. Sein erstes Engagement hatte er am Ensemble Polyphonique des ORTF unter Charles Ravier. Daneben spielte er in Jazzclubs wie dem „Riverbop“, wo er die Bekanntschaft von Aldo Romano, Bernard Lubat und Christian Vander machte. 1981 gründete er seine erste Band (mit Dominique Lemerle und Éric Barret), 1982 die Gruppe „Spiral“ mit dem Saxophonisten Arrigo Lorenzi und dem Pianisten Jean-Claude Lubin. 1982 bis 1987 spielte er auch Klavier und Keyboard in Christian Vanders Gruppen Magma und „Offering“ und 1994 bis 1997 im Septett „Welcome“ („Bienvenue“ 1996). 1987 bis 1997 spielte er im Trio mit Michel Graillier und Alby Cullaz (Alben „It was a very good night“, „Sweet smile“). 
1991 erschien Gouberts erstes Album unter eigenem Namen „Ha-ti“ (u. a. mit Steve Grossman), gefolgt von „Couleurs de peaux“ 1993 mit Stéphane Persiani sowie (in wechselnden Besetzungen) den Brüdern Belmondo, Graillier, Romano, Vander und Emmanuel Borghi (hier bediente er neben dem Schlagzeug auch das Klavier). 1998 erschien sein Album „Les phares des Pierres Noires“ (Seventh Records) mit dem Saxophonisten David Sauzay.
1999 bis 2001 spielte Goubert im Trio „BFG“ mit Emmanuel Bex und Glenn Ferris. Außerdem spielte er im Quintett „Pentacle“ der Pianistin Sophia Domancich (gleichnamiges Album 2003, „Triana Moods“ 2007, „En hiver comme au printemps“ 2017). Mit Domancich spielte er auch ab 2000 in seinem (2007) Quartett „Desormaisé“ (mit Boris Blanchet, Michel Zenino, gleichnamiges Doppelalbum 2001) und im Quartett „Invitation“ mit dem Gitarristen Eric Daniel und dem Bassisten Jean-Philippe Viret. Ab 2004 spielte er auch mit Domancich in der Gruppe „Soft Bound“ mit Ex-Soft-Machine-Mitglied Hugh Hopper und Simon Picard. Außerdem spielte er regelmäßig im Duo mit Sophia Domancich („You Don't Know What Love Is“, Cristal Records). Mit dem senegalesischen Kora-Virtuosen Ablaye Cissoko und Jean-Jacques Avenel nahm er das Album „African Jazz Roots“ (Harmonia Mundi, 2011) auf. Goubert nahm auch mit Babik Reinhardt, Didier Levallet (unter dessen Leitung er auch mit dem Orchestre National de Jazz arbeitete, „Deep feelings“ 2000), Riccardo Del Fra, René Urtreger, Stéphane und Lionel Belmondo, Gilles Naturel, Jacques Vidal  und Manuel Rocheman auf.
Seit 2018 tourt und spielet Goubert wieder Keyboards bei Magma.
1996 erhielt er (als erster Schlagzeuger) den Prix Django Reinhardt.